# オールナイトスッポン
『オールナイトスッポン』は、任天堂のゲームソフト『大合奏!バンドブラザーズP』の中で配信されていたインターネットラジオ番組。株式会社ニッポン放送エンターテインメント開発部が中心となり制作した。

## 概要
ニンテンドー3DS用の音楽ゲーム『大合奏!バンドブラザーズP』（以下『バンブラP』と略記）内で登場する架空のラジオ放送局「スッポン放送」が放送していた番組で、ニンテンドー3DS本体をインターネットに接続した状態でゲーム内から各番組を選択すると聴取できた。バンブラPのオンラインサービスが2020年5月1日0:00に終了したことに伴い、番組の配信も終了している。
番組では架空のタレントのほか、実在のアイドルや声優などがパーソナリティを務め、一部番組では放送中のパーソナリティの様子を描いた簡易的なアニメーションが本体の上画面に表示された。番組はそれぞれ一定期間配信されたが、配信終了した番組の中にはゲーム内通貨「トマト」を用いてダウンロード購入できたものがあり、それらはインターネットに接続しない状態で聴くことができる。

## 配信番組
彩崎ゆうのオールナイトスッポン
配信日：2014年2月27日 - 2014年5月30日（全10回）
架空の新人声優である彩崎ゆうがパーソナリティを務めた番組。番組内では彩崎が一流の声優を目指して様々なコーナーに挑戦した。
全10回の放送はゲーム内で演奏できる楽譜付きで有料配信された。また、全10回のダイジェスト映像を、『バンブラP』内のラジオ、スッポン放送公式YouTubeチャンネル、スッポン放送ニコニコチャンネルで2015年12月1日より公開している。
ぐるたみんのオールナイトスッポン0(ZERO) / ぐるたみんのオールナイトスッポン
配信日：2014年3月14日（オールナイトスッポン0）、2014年4月25日（オールナイトスッポン）
歌手のぐるたみんが担当した番組。2回の放送を行った後、それらとは別の有料配信版が、2014年5月23日、5月30日、6月20日の3回に分けて配信された。有料配信版には、ぐるたみんのアルバム『EXUT TUNES PRESENTS た 〜そんなふいんきで歌ってみた〜』内の楽曲「狂熱のBang!」「Dive to the Moon」「TIME UP」をゲーム内で演奏できる楽譜がそれぞれ付属している。
ヤンチャン学園音楽部TEAMポッキンのオールナイトスッポン
配信日：2015年4月24日
アイドルグループ「ヤンチャン学園 音楽部」のメンバーによる特別番組。放送に先立って行われた企画では、メンバーが2つのチームに分かれて1stシングルの楽曲「コイハナビ」「ワンチャン告白」の映像を撮影し、その映像を用いた『バンブラP』のコンテンツ「遊べる動画」を個別に有料配信した。そのダウンロード数を競い、これに勝利した「TEAMポッキン」（ポッキンは『バンブラP』のキャラクター名）のメンバーが放送に登場することになった。
帰って来た!彩崎ゆうのオールナイトスッポン / 彩崎ゆうのオールナイトスッポン Season2
配信日：2015年6月13日 - 2015年10月1日（全5回（帰って来た!〜））、2015年10月15日 - 2017年4月22日（全48回（〜Season2））
彩崎ゆうが約1年ぶりにパーソナリティに復帰。今期より、ロボットの「バーバロボ6号」と共に番組を進めることになった。2016年8月12日から2016年10月1日の期間には彩崎が海外に行っていたため番組が一時休止となり、代わりに後述の『がんばれ彩崎ゆうちゃんのオールナイトスッポン!』が放送された。
2016年6月11日より、『帰って来た!彩崎ゆうのオールナイトスッポン』の有料配信が行われた（第1回放送のみ無料）。
Wake Up, Girls!のオールナイトスッポン
配信日：2016年4月1日 - 2017年8月25日（全73回）
声優ユニット「Wake Up, Girls!」による番組。毎回、7人のメンバーから1人ずつ持ち回りでパーソナリティを担当した。
なお、この番組はニッポン放送運営のサイト「Radital」にて2014年11月19日より配信していた『Wake Up, Girls!のオールナイトニッポンモバイル』をリニューアルするという形で開始され、『オールナイトスッポン』となった後もRaditalで聴くことができた。現在はRaditalのサービスが終了しているが、ニッポン放送が放送データを公式にアップロードしている音声ファイル共有サイト「SoundCloud」で第48回（2017年3月3日配信）以降の放送を聴くことができる。
終了後の後継番組として、ニッポン放送の番組配信サービス「オールナイトニッポンi」内で2017年10月3日より『Wake Up, Girls!とRun Girls, Run!のオールナイトニッポンi』が放送された。
ももいろクローバーZのオールナイトスッポン
配信日：2016年6月6日 - 2016年6月11日（全6回）
「ももいろクローバーZ」による番組が2016年6月6日から6日間連続で配信された。最初の5日間は5人のメンバーから1人ずつ、最終日はメンバー全員で放送した。これらの放送は、ももいろクローバーZによるライブイベント「桃神祭2016 〜鬼ヶ島〜」の最終日である2016年8月14日まで配信された。
バンブラ吹奏楽しもべpresents大地葉のオールナイトスッポン
配信日：2016年6月19日
声優の大地葉がパーソナリティを務めた特別番組。番組内では大地のトークと共に『バンブラP』で配信されている吹奏楽曲を紹介したほか、事前に『バンブラP』のユーザー向けに募集したオリジナルの吹奏楽曲の中から優秀作品を発表した。この番組の配信は2016年8月19日まで行われた。
こうじ&ひろしのオールナイトスッポン
配信日：2016年7月10日、2016年9月18日
スッポン放送で放送されている別番組『おもしろソングス』のパーソナリティを務める架空のお笑いコンビ「こうじ&ひろし」が担当した特別番組。2回の放送とも、劇団「ヨーロッパ企画」の石田剛太をゲストに迎えてトークを行った。第1回放送では2016年9月に開催を控えていた公演『来てけつかるべき新世界』のラジオCMに用いるBGMの募集を行い、採用曲が決定した後の第2回放送ではその選考理由を語った。第2回放送は、公演最終日の2016年11月2日まで配信された。
がんばれ彩崎ゆうちゃんのオールナイトスッポン!
配信日：2016年8月12日 - 2016年10月1日（全8回）
『彩崎ゆうのオールナイトスッポン Season2』が休止していた期間、彩崎に代わり、声優ユニット「i☆Ris」の澁谷梓希と芹澤優（第2回以降）がパーソナリティを務めた。番組内では彩崎が実施していたコーナーに2人が挑戦した。